# Ted Sturgis
Ted "Mohawk" Sturgis (25 de abril de 1913 - 18 de octubre de 1995)  fue un bajista de jazz estadounidense.  

## Vida y carrera
Nacido en Cape Charles, Virginia, Sturgis comenzó sus estudios musicales en piano a los cinco años.  También tocaba el saxofón alto, la guitarra y la batería además del bajo. Tocaba principalmente el contrabajo, aunque tocaba el bajo eléctrico en algunas grabaciones en una etapa avanzada de su vida. En 1934 se mudó a la ciudad de Nueva York para unirse a Roy Eldridge y su banda con la que tocó en 1934-1935.  Otros con los que tocó en Nueva York fueron Jacques Butler (1935), Blanche Calloway (1936), Tommy Stevenson (1936-1937) y Eddie Mallory (1937-1938).  Apareció en una grabación de Eldridge de 1943 para Brunswick. 
Luego trabajó como acompañante en la década de 1940 con, entre otros, Benny Carter, Don Byas, Stuff Smith y Louis Armstrong. Fue acompañante frecuente de cantantes como Billie Holiday, Mildred Bailey y en la orquesta de Earl Hines con Sarah Vaughan. 
En las décadas de 1950 y 1960, Sturgis trabajó extensamente como músico independiente y tocó a menudo en eventos de la USO. Sus créditos, además de tocar el bajo, incluyen la guitarra con Lester Young y la batería con Stuff Smith. Grabó sus últimas fechas como líder en 1976, pero continuó tocando hasta la década de 1980 con Spanky Davis, y finalmente se retiró hacia el final de la década.

## Discografía
- Don Byas, Don Byas in Paris (Prestige, 1968)
- Benny Carter, Benny Carter 1928–1952 (RCA Victor, 1992)
- Roy Eldridge, Swing Along con Little Jazz (MCA Coral, 1974)
- Roy Eldridge, What It's All About (Pablo, 1976)
- Billie Holiday, The Golden Years (Columbia, 1967)